# Andrzej Łaptaś
Andrzej Łaptaś (ur. 2 listopada 1947 w Ząbkowicach Śląskich) – polski geolog i muzealnik, działacz opozycji demokratycznej w okresie PRL.

## Życiorys
W 1971 ukończył studia na Wydziale Geologiczno-Poszukiwawczym Akademii Górniczo-Hutniczej w Krakowie. Doktoryzował się w 1979 w Instytucie Nauk Geologicznych Polskiej Akademii Nauk na podstawie pracy pt. Sedymentacja utworów węglanowych dewonu środkowego rejonu Dębnika. Od 1972 zawodowo związany z krakowską placówką geologiczną PAN (działającą pod różnymi nazwami), od 1992 na stanowisku starszego specjalisty. W latach 1992–2003 był kierownikiem Muzeum Geologicznego. W pracy zawodowej specjalizuje się w zagadnieniach z zakresu geologii złóż surowców stałych.
W marcu 1968 brał udział w protestach studenckich. We wrześniu 1980 wstąpił do „Solidarności”. Po wprowadzeniu stanu wojennego organizował wiec protestacyjny. Następnie zaangażowany w działalność podziemną, uczestniczył w dystrybucji wydawnictw drugiego obiegu. Od 1982 członek niejawnych Regionalnej Komisji Wykonawczej i następnie Regionalnej Komisji Strajkowej. W 1989 został członkiem Komitetu Obywatelskiego. Od 1990 do 2004 należał do partii ROAD, później do Unii Demokratycznej i Unii Wolności.
W 2012, za wybitne zasługi w działalności na rzecz przemian demokratycznych w Polsce, odznaczony Krzyżem Oficerskim Orderu Odrodzenia Polski.